# Comté de Floyd (Kentucky)
Pour les articles homonymes, voir Comté de Floyd.
Le comté de Floyd est un comté de l'État du Kentucky, aux États-Unis, fondé en 1800. Son siège est basé à Prestonsburg.